# روك كارترايت
روك كارترايت (بالإنجليزية: Rock Cartwright)‏ هو لاعب كرة قدم أمريكية أمريكي، ولد في 3 ديسمبر 1979 في كونروي في الولايات المتحدة.

## وصلات خارجية
- روك كارترايت على موقع مرجع كرة القدم المحترفة.كوم (الإنجليزية)